# Psykokirurgi
Psykokirurgi är de kirurgiska ingrepp som förstör eller skär av kontakten mellan olika områden i hjärnan, i syfte att lindra eller bota allvarliga psykiska sjukdomar. Det anses i vissa fall vara ett alternativ till psykofarmaka och ECT. Metoden är mycket ifrågasatt och används numera i begränsad omfattning.

## Historia
Tanken att mentala störningar har en koppling till obalans i hjärnan är uråldrig. Olika varianter av att öppna skallbenet i medicinskt eller magiskt syfte har dokumenterats så tidigt som 2000 år f.Kr. Den moderna psykokirurgiska eran startade dock i Portugal av neurologen António Egas Moniz, som ägnade sig åt tidiga former av lobotomi, vilket innebär att förstöra eller skära av delar av frontalloberna. Metoden utvecklades sedan av bland andra Walter Freeman och James Watts i USA. Ingreppet skulle dämpa ångest och oro, men många patienter blev i stället apatiska och personlighetsförändrade. Lobotomi är den kanske mest välkända psykokirurgiska tekniken. Den begränsade effekten och svåra lidandet för patienterna har gjort att den i det närmaste fallit ur bruk sedan 1970-talet.
Upptäckten av anti-psykotiska läkemedel, neuroleptika, i mitten av 1950-talet minskade drastiskt antalet psykokirurgiska operationer. Idag används psykokirurgi relativt sparsamt, både på grund av de ofta allvarliga biverkningarna och på grund av minnet av de svåra följderna av lobotomeringarna i mitten av 1900-talet. Numera är även utbudet av psykofarmaka större, vilket innebär att antalet patienter som anses terapiresistenta i förhållande till andra behandlingsmetoder som läkemedel och/eller psykoterapi är betydligt färre. I modern tid har psykokirurgi framförallt använts för behandling av tvångssyndrom, ångest och djupa depressioner.

## Psykokirurgi mot tvångssyndrom
Ett exempel på psykokirurgi är kapsulotomi, som används för att behandla tvångssyndrom. Metoden började utvecklas i Sverige under 1950-talet och har utförs bland annat vid Karolinska Institutet. Sedan mitten av 1990-talet minskade dock dessa operationer och de avråds nu helt som behandlingsform. Kapsutolomi utfördes dock på en amerikansk medborgare på Norrlands universitetssjukhus i Umeå så sent som år 2007.
Metoden har kritiserats för sina svåra biverkningar. Mellan 1988 och 2000 utfördes 25 ingrepp i Sverige. En uppföljning av de 23 patienter som fortfarande var vid liv visade att en dryg tredjedel visade tecken på apati och hade svårigheter att utföra och planera aktiviteter. Några hade också drabbats av epilepsi, avhämning eller urininkontinens. Enligt studien var de rapporterade biverkningarna mer frekventa och allvarligare än i tidigare studier.
Totalt har 204 svenska patienter opererats sedan 1970.

## Psykokirurgi mot depression
Kapsulotomi har också använts för att behandla depression. I en studie ingick åtta patienter med allvarliga depressioner som hade varat åtta år eller längre. De behandlades med dubbelsidig kapsulotomi, där skadorna på den inre nervtrådskapseln skapades av radiovågor. En uppföljning som gjordes 24 till 36 månader efter operationen visade att de flesta patienterna hade förbättrats i sin depression och att en patient hade utvecklat vaskulär demens.

## Framtida forskning
På grund av de stora biverkningarna, och osäkerheten med metoderna, riktas dagen intresse för behandling av psykiska tillstånd via hjärnan framförallt åt noninvasiva metoder så som deep brain-stimulation. Dessa behandlingar bör dock följas av robust evidensprövning, innan de tas i allmänt bruk för att inte upprepa tidigare misstag.